# Možganska ovojnica
Možganska ovojnica ali meninga je vsaka od treh ovojnic osrednjega živčevja (možganov in hrbtenjače): 
- trda opna (dura, dura mater) je fibrozna zunanja ovojnica osrednjega živčevja[2]
- pajčevnica (arahnoidea) je srednja ovojnica[3]
- žilnica (pia, pia mater) je notranja vezivna, močno ožiljena ovojnica osrednjega živčevja, ki se tesno prilega možganom in hrbtenjači.[4]

Poglavitna funkcija možganskih ovojnic in možgansko-hrbtenjačne tekočine, ki zapolnjuje možganske prekate in prostor med žilnico in pajčevnico, je zaščita osrednjega živčevja.